# Ролінс (округ, Канзас)
Шаблон:StateAbbr_ 39°42′12″ пн. ш. 100°48′37″ зх. д. / 39.703333333333° пн. ш. 100.81027777778° зх. д.
Округ Ролінс (англ. Rawlins County) — округ (графство) у штаті Канзас, США. Ідентифікатор округу 20153.

## Історія
Округ утворений 1873 року.

## Демографія
За даними перепису 
2000 року 
загальне населення округу становило 2966 осіб, усе сільське.
Серед мешканців округу чоловіків було 1482, а жінок — 1484. В окрузі було 1269 домогосподарств, 847 родин, які мешкали в 1565 будинках.
Середній розмір родини становив 2,88.
Віковий розподіл населення поданий у таблиці:
| Стать    | До 15 років | 15-21 | 22-29 | 30-39 | 40-49 | 50-65 | 65-85 | Понад 85 |
| -------- | ----------- | ----- | ----- | ----- | ----- | ----- | ----- | -------- |
| Чоловіки | 283         | 147   | 58    | 171   | 237   | 256   | 291   | 39       |
| Жінки    | 257         | 99    | 71    | 148   | 224   | 257   | 344   | 84       |

## Суміжні округи
- Гічкок, Небраска — північ
- Ред-Віллоу, Небраска — північний схід
- Декатур — схід
- Томас — південь
- Шерман — південний захід
- Шаєнн — захід
- Данді, Небраска — північний захід

## Виноски
1. ↑  U.S. Decennial Census. United States Census Bureau. Процитовано 28 липня 2014.
2. ↑  Historical Census Browser. University of Virginia Library. Архів оригіналу за 11 серпня 2012. Процитовано 28 липня 2014.
3. ↑  Population of Counties by Decennial Census: 1900 to 1990. United States Census Bureau. Процитовано 28 липня 2014.
4. ↑  Census 2000 PHC-T-4. Ranking Tables for Counties: 1990 and 2000 (PDF). United States Census Bureau. Процитовано 28 липня 2014.
5. ↑  State & County QuickFacts. United States Census Bureau. Архів оригіналу за 20 вересня 2011. Процитовано 28 липня 2014.(англ.) Наведено за англійською вікіпедією.
6. ↑  American FactFinder. Бюро перепису населення США. Архів оригіналу за 26 лютого 2012. Процитовано 31 січня 2008.

| США | Це незавершена стаття з географії США. Ви можете допомогти проєкту, виправивши або дописавши її. |